# Phare de Toledo Harbor

Le phare de Toledo Harbor (en anglais : Toledo Harbor Light), est un phare offshore situé près du port de Toledo, sur le lac Érié  dans le comté de Lucas, Ohio. Il a remplacé le phare de Turtle Island.
Il est inscrit au Registre national des lieux historiques depuis le 4 août 1983 sous le n°83002005.

## Historique
Le phare est construit sur une plateforme en pierre de 6 mètres de profondeur, à 13,5 km de l'embouchure de la rivière Maumee, marquant l'entrée du port de Tolèdo. Il se trouve à environ 11 km au nord du Maumee Bay State Park (en).
Le besoin d'un phare est devenu apparent après l'élargissement et l'approfondissement du canal maritime en 1897 et l'augmentation du trafic maritime. La construction a commencé en 1901 lorsque le Corps du génie de l'armée des États-Unis a coulé une grande fosse, l'a rempli de pierre, puis a collé une dalle en béton sur la partie au-dessus de l'eau pour créer une île artificielle.
Cette méthode de construction avait été perfectionnée sur les Grands Lacs pour le phare de White Shoal, le phare de Stannard Rock et le phare du Rock of Ages, qui a été développée par l'ingénieur colonel Orlando Metcalfe Poe.
La lanterne est à 26 m au-dessus de lasurface du lac. Il a une habitation en brique de trois étages avec un cadre en acier. Son architecture romane est unique parmi les phares des Grands Lacs. Construit pour 152.000 $, presque autant que le phare de Spectacle Reef , il est le plus onéreux des Grands Lacs. La lumière de Toledo a été allumée pour la première fois le 23 mai 1904 avec une lentille de Fresnel d'ordre 3½ comportant un œil-de-bœuf à 180 degrés, deux œils-de-bœuf plus petits à 60 degrés et un demi-verre rouge rubis fabriqué à Paris par Barbier et Bernard.
Les ingénieurs ont ensuite mis en place des cadres en acier, assurant la stabilité de la tour en brique de trois étages et d'un bâtiment de signal de brouillard d'un étage attenant. Le logement a été fait pour accueillir un gardien de phare et deux assistants. Il culmine à 21 m. La tour cylindrique sort du centre du toit de l'habitation et la salle de la lanterne mesure 2,6 m de diamètre. Des barres hélicoïdales soutiennent les vitres dans la salle de la lanterne surmontée d'un dôme en oignon. La lentille de Fresnel originale du phare, retirée à la fin des années 1990, est maintenant exposée au Maumee Bay State Park Lodge. Elle a été remplacée par une balise automatique à énergie solaire.
En 1965, la lumière a été automatisée par la Garde côtière américaine et alimentée par des cellules solaires. En 1966, un moteur électrique a été installé pour faire tourner la lentille, permettant au phare du port de Toledo de fonctionner avec peu d'intervention humaine. Le dernier équipage de la Garde côtière pourrait alors être retiré, mais pas avant que des mesures aient été prises pour empêcher le vandalisme du phare désormais sans gardien. Le système de sécurité s'est présenté sous la forme d'un mannequin entièrement en uniforme, stationné dans l'une des fenêtres supérieures de l'habitation. Apparaissant à l'origine comme un homme avec une moustache au crayon, le mannequin portait plus tard une longue perruque blonde. Les histoires de fantômes qui parlent d'un gardien de phare fantôme au port de Toledo peuvent généralement être retracées à ce chiffre. Même s'il est immobile, certains jurent qu'il leur a fait signe depuis la fenêtre. Le mannequin est devenu une partie de la tradition de la Garde côtière.
Le phare du port de Toledo est toujours une aide active à la navigation. Le gouvernement fédéral a conservé la propriété du site jusqu'en 2006, et la Garde côtière américaine maintient toujours le feu de navigation. La Toledo Harbour Lighthouse Society, avec l'aide de Duket Architects, a déposé une demande de propriété du phare le 20 septembre 2005. Le 5 octobre 2006, le secrétaire à l'Intérieur a approuvé la demande de propriété de la Toledo Harbour Lighthouse Preservation Society. Le phare est ouvert au public pour des événements spéciaux. Deux fois par an, des gardes-côtes américains visitent le phare pour nettoyer et entretenir l'objectif, le panneau solaire et les batteries de secours. 
Dans le cadre de la commémoration du centenaire de la lumière, la Toledo Harbour Lighthouse Society a été créée en 2003 en tant qu'organisation à but non lucratif pour documenter l'histoire du phare, préserver le phare et fournir un accès public. La forme unique de la lumière en a fait l'objet d'œuvres d'art, notamment de peintures.

## Description
Le phare  est une tour carrée avec galerie et lanterne à de 21 m de haut, s"élevant au centre du toit d'une maison de gardien en brique de trois étages. il fonctionne en continu du premier avril au premier décembre. 
Son feu isophase émet, à une hauteur focale de 22 m, une lumière blanche de 6 secondes par période de 6 secondes. Sa portée est de 10 milles nautiques (environ 19 km). Il est équipé d'une corne de brume émettant un long souffle toutes les 30 secondes.

## Caractéristiques dufeu maritime
Fréquence : 6 secondes (w)
- Lumière : 3 secondes
- Obscurité : 3 secondes

Identifiant : ARLHS : USA-853 ; USCG : 7-6030 .

### Lien connexe
- Liste des phares de l'Ohio